# West Tisted
West Tisted is een civil parish in het bestuurlijke gebied East Hampshire, in het Engelse graafschap Hampshire.